# Mona Grudt
Mona Grudt (ur. 6 kwietnia 1971 w Hell, Stjørdal, Norwegia) – pierwsza Norweżka z tytułem Miss Universe, który otrzymała w 1990 roku. Ma zielone oczy i rude włosy.
Po wyborze na Miss Universe, Grudt pojawiła się w jednym z odcinków serialu Star Trek: Następne pokolenie.